# César Augusto (músico)
César Augusto Saud Abdala, conhecido simplesmente como César Augusto (Jardinópolis-sp, c. 1959) é um cantor, compositor e produtor musical brasileiro.
O artista possui mais de 934 composições em parceria com diversos outros compositores ou sozinho, dentre elas "Nem Dormindo Consigo Te Esquecer" que foi gravada por Zezé Di Camargo, e logo mais tarde pela dupla sertaneja Gian & Giovani. Suas composições já foram interpretadas por artistas como Fábio Junior, Zezé Di Camargo & Luciano, Leandro & Leonardo, Chitãozinho & Xororó, Zé Ramalho, Gian & Giovani dentre outros.

## Biografia e carreira artística
Nasceu em uma cidadezinha perto de Barretos, chamada Jaborandi-SP, aos 6 anos mudou-se para Jardinópolis, no interior de São Paulo, com a família. Lá, começou a compor, participando de festivais estudantis. Aos 12 anos fez sua primeira composição: "O Cravo e a Rosa". Aos 18 anos foi para cidade de São Paulo, a fim de tentar a carreira como compositor profissionalmente. Sua primeira composição gravada foi "Fuga", feita aos 19 anos em parceria com Iranfe e gravada pela cantora Noelita, pouco conhecida no Brasil, mas com carreira de destaque no Japão. Em seguida, o cantor Wando gravou "Nos Olhos Perdidos da Noite". Em 1977, uma de suas composições foi tema de abertura da novela Cinderela 77, interpretada por Vanusa e Ronnie Von. Sua primeira composição de sucesso foi "Pouco a Pouco" do cantor Gilliard, composta no ano de 1981, em parceria com Martinha.
Como cantor, lançou pela RGE em 1984 seu primeiro LP em carreira solo. Em 1989, ele formou com o também cantor e compositor César Rossini a dupla César & César, cujas músicas tinham umas levadas de country, rock e pop. Juntos gravaram 3 LPs, emplacaram alguns hits como o "Cowboy da Madrugada" e "Meu Segredo", e apareceram em programas televisivos da época como o próprio Domingão do Faustão. Ao longo da carreira, gravaram diversas composições próprias, sendo algumas delas regravadas por outros artistas que as emplacaram a nível nacional, como é o caso de Zezé Di Camargo & Luciano com a canção "Tudo de Novo", Leandro & Leonardo com os grandes hits "Festa de Rodeio" e "Cerveja" e Guilherme & Santiago com o sucesso "Perdi Você". A dupla César & César esteve em atividade até 1995, ano em que faleceu César Rossini devido a uma pancreatite aguda. Após seu falecimento, César Augusto passou um tempo atuando somente como produtor e principalmente como compositor.
Anos mais tarde, ele formou com amigos a banda César Augusto & BR100. O  primeiro CD da banda foi lançado em 2008 pela Universal Music, com o título Até o Paraíso. Em 2018, lançaram o CD/DVD Minha Vida, Minha História, no qual eles cantam algumas composições de César com participações de diversos artistas como Chitãozinho & Xororó, Leonardo, Zezé Di Camargo & Luciano, Gian & Giovani, Edson & Hudson, Marciano, entre outros. A banda chegou a fazer uma turnê do álbum pelo Brasil.

## Discografia

### Carreira solo
- 1984: César Augusto (LP)
- 1986: César Augusto (LP)

### ComCésar Rossini
- 1989: Cowboy da Madrugada (LP)
- 1991: Diz Que Me Ama (LP)
- 1994: Cerveja (LP)

### Com BR100
- 2008: Até o Paraíso (CD)
- 2018: Minha Vida, Minha História

(CD/DVD/DD)